# Кривня (Русенская область)
Кривня (болг. Кривня) — село в Болгарии. Находится в Русенской области, входит в общину Ветово. Население составляет 560 человек.

## Политическая ситуация
В местном кметстве Кривня, в состав которого входит Кривня, должность кмета (старосты) исполняет Реджеб Адемов Аков (Национальное движение «Симеон Второй» (НДСВ)) по результатам выборов правления кметства.
Кмет (мэр) общины Ветово — Рейхан Ахмед Хабил (Движение за права и свободы (ДПС)) по результатам выборов в правление общины.